# Gregorio Boni
Gregorio Boni (...) è un pittore italiano, attivo alla corte di Amedeo VIII di Savoia.

## Biografia
Di Gregorio Boni si hanno poche notizie: veneziano, fu chiamato a Chambery verso il 1414 dal duca Amedeo VIII di Savoia, che risiedeva in quella città allora capitale del Ducato. Definito dal Cibrario «dipintore di molto merito», il Boni fu eletto a «pittor domestico» dal duca Amedeo all'arrivo in Savoia con la paga di sessanta fiorini l'anno: suo primo lavoro fu la doratura di alcune immagini situate sulla «porta dell'armadio delle reliquie della cappella vecchia di Ciamberì». Successivamente, nel 1415, il Boni realizzò il ritratto del duca mentre si trovava in atto di devozione nella cappella del castello di Chambery.